# Pitcairnia paraguayensis
Pitcairnia paraguayensis är en gräsväxtart som beskrevs av Lyman Bradford Smith. Pitcairnia paraguayensis ingår i släktet Pitcairnia och familjen Bromeliaceae.
Artens utbredningsområde är Paraguay. Inga underarter finns listade i Catalogue of Life.